# 恋とか愛とか
『恋とか愛とか』（こいとかあいとか）は、彬聖子による日本の漫画作品。

## 概要
『Betsucomi』（小学館）に掲載された。
- STEP1「O・P・D（オー・ピー・ディー）」 - 2005年4月号
- STEP2「HHH（スリーエッチ）」 - 2005年6月号
- STEP3「S・E・X（エス・イー・エックス）」 - 2005年8月号

単行本は全1巻。当初、STEP3は「FINAL STEP」というタイトルになる予定だったが、セックスが恋愛のゴールではないという思いから、STEP3という表記にしてもらったという。

## あらすじ
おっぱい（巨乳限定）大好き同盟O・P・Dの中心メンバー・日向慎のことを好きになってしまったみひろ。
Bカップの胸をバカにされては怒り返す、そんなことを繰り返していた2人だが、日向が巨乳の先輩と付き合うことになり……。

## 登場人物
佐藤 みひろ（さとう みひろ）
平凡な女の子。Bカップ。日向のことを好きになる。
日向 慎（ひなた しん）
巨乳大好き人間で、クラスの男子とOPDを結成する。ラグビー部所属。
沢（さわ）&玲子（れいこ）
慎とみひろの友達。付き合っている。既に熟年夫婦のような雰囲気を醸し出している。
武田 麻里子（たけだ まりこ）
Fカップ美女の先輩。通称・マリリン。